# Leptogenys occidentalis
Leptogenys occidentalis es una especie de hormiga del género Leptogenys, subfamilia Ponerinae.

## Taxonomía
Esta especie fue descrita científicamente por Bernard en 1953.